# Helenów (gmina Czerniewice)
Helenów – kolonia w Polsce położona w województwie łódzkim, w powiecie tomaszowskim, w gminie Czerniewice.
W latach 1975–1998 miejscowość administracyjnie należała do województwa piotrkowskiego.